# شيامن
شيامن (بالصينية: 厦门市)، هي مدينة رئيسية شبه إقليمية في مقاطعة فوجيان جنوب شرق جمهورية الصين الشعبية، وهي مقسمة إلى ست مناطق: هولي، سيمينغ، جيمي، تونغان ،هايكانغ، وتشيانغان، كلها مجتمعة، وتطل على ساحل مضيق تايوان. تبلغ مساحتها 1,699.39 كم2 ويبلغ عدد سكانها 5،163،970 نسمة اعتبارًا من عام 2020 ويقدر بنحو 5.18 مليون اعتبارًا من 31 ديسمبر 2020. انتشرت المنطقة الحضرية للمدينة من جزيرتها الأصلية لتشمل معظم المناطق من جميع مقاطعاتها الست، ومع وجود 4 مناطق في زهانغزهو (تشاينغتشنغ ولونغوين ولونغهاي وتشانغتاي)، والتي تشكل منطقة مبنية يبلغ عدد سكانها 7284148 نسمة. هذه المنطقة أيضًا على وشك الاتصال بمدينة تشوانتشو في الشمال، مما يجعلها مدينة مستقبلية تضم ما يقارب عشرة ملايين شخص. وتقع جزر كنمن (تعرف أيضًا باسم كوموي) والتي تديرها جمهورية الصين (تايوان) على بعد أقل من 6 كيلومترات من المدينة.
امتلكت جزيرة شيامن ميناء طبيعي في خليج يوندانج، لكن التجارة الدولية لفوجيان كانت مقتصرة منذ فترة طويلة على مدينة تشيوانتشو، أو مدينة قوانزو في إقليم قوانغدونغ. 
في عهد مملكة تشينغ، وبالتحديد قبل وبعد كل من حرب الأفيون الأولى، هاجر الصينيون على نطاق واسع من جنوب فوجيان الذين نشروا لهجة الهوكين إلى البلدان المجاورة مثل سنغافورة، ماليزيا، إندونيسيا والفلبين. واصل الصينيون المغتربون دعم المؤسسات التعليمية والثقافية في شيامن؛ كجزء من سياسة الإصلاح القتصادي الصيني بقيادة دينج شياو بينج.
أصبحت شيامن واحدة من الأربع مناطق الخاصة بالاقتصاد في الصين والتي تم افتتاحها للاستثمار الأجنبي والتجارة في أوائل الثمانينيات. تم إحاطة ميناءها السابق باستخدام الأرض التي تم حفرها أثناء توسع المدينة، ولا تزال المدينة جزيرة متصلة بواسطة جسور مربوطة ببقية أراضي الصين.
تشتهر المدينة بمناخها المعتدل وثقافة مين الجنوبية وبجزيرة قولانغيو، فضلاً عن تلوثها المنخفض نسبيًا. في عام 2006، تم تصنيف شيامن كثاني «أكثر المدن ملاءمة للعيش» في الصين، وكذلك «أكثر مدينة ترفيهية رومانسية» في الصين في عام 2011.
شيامن هي واحدة من أفضل 100 مدينة في العالم من خلال البحث العلمي وفقًا لمؤشر الطبيعة العالمي. والمدينة هي موطن للعديد من الجامعات الرئيسية، بما في ذلك جامعة هواتشياو، جامعة جيمي، جامعة شيامن للتقنية، وخصوصًا جامعة شيامن والتي هي واحدة من أكثر الجامعات الصينية المرموقة كعضو للمشروع الصيني رقم 985.

## المدن التوأمة
مدن دوشنبه، ويلينغتون، كاوناس، ماراثوناس، كارديف وساسيبو، ناغاساكي هي مدن توأمة مع مدينة شيامن.

## أعلام
- ريمون لين
- لوسيو تان
- هنري سي
- هونج وي
- تشيو جين
- خوان عباد